# 京都府道70号上狛城陽線
京都府道70号上狛城陽線（きょうとふどう70ごう かみこまじょうようせん）は、京都府木津川市から城陽市に至る府道（主要地方道）である。

## 概要
京都府木津川市山城町上狛交差点を起点に城陽市長池に至る旧奈良街道で、JR 奈良線に沿って南北を結ぶ府道。
国道24号の裏道でもある。

### 路線データ
- 起点：京都府木津川市山城町上狛
- 終点：京都府城陽市長池

## 歴史
- 1993年（平成5年）5月11日 - 建設省（現・国土交通省）から、一般府道上狛城陽線が上狛城陽線として主要地方道に指定される[1]。
- 1994年（平成6年）4月1日 - 京都府が主要地方道70号上狛城陽線を認定施行。

## 路線状況

### バイパス
- 椿井バイパス
- 多賀バイパス

## 地理

### 通過する自治体
- 木津川市
- 綴喜郡井手町
- 城陽市

### 交差する道路
- 国道24号 奈良街道（木津川市山城町上狛宝本、起点）
- 京都府道322号上狛停車場線
- 京都府道71号枚方山城線（木津川市山城町平尾不知田）
- （京都府道321号和束井手線）（綴喜郡井手町多賀上ノ浜、立体交差で直接の接続はない）
- 京都府道70号上狛城陽線 バイパス（綴喜郡井手町多賀浜）
- 国道307号（城陽市市辺南垣内・青谷橋交差点）
- 京都府道255号山城青谷停車場線（城陽市市辺北垣内）
- 京都府道254号長池停車場線（城陽市長池北裏）
- 国道24号 奈良街道（城陽市長池北裏・荒見田交差点、終点）

バイパス
- 京都府道70号上狛城陽線（綴喜郡井手町多賀浜）
- 国道307号（城陽市市辺西川原）

### 沿線にある施設など
- 木津川市役所 山城支所（旧山城町役場）
- 山城町郵便局
- 木津川市立上狛小学校
- 木津川市立山城中学校
- 天上山古墳、椿井大塚山古墳
- 木津川市社会福祉協議会 山城支所
- 棚倉駅
- 木津川市立山城図書館
- 棚倉郵便局
- 木津川市立棚倉小学校
- 井手町立泉ヶ丘中学校
- 井手町立井手小学校
- 南都銀行 玉水支店
- 玉水駅
- 井手郵便局
- NTT西日本 京都支店井手別館
- 井手町立多賀小学校
- 山城多賀駅
- 京都中央信用金庫 青谷支店
- 城陽市立青谷小学校
- 青谷幼稚園
- 城陽市立南城陽中学校
- 長池駅
- アルプラザ城陽